# Coenonycha fulva
Coenonycha fulva är en skalbaggsart som beskrevs av Mcclay 1943. Coenonycha fulva ingår i släktet Coenonycha och familjen Melolonthidae. Inga underarter finns listade i Catalogue of Life.